# Campionati africani di badminton a squadre 2018
I Campionati africani di badminton a squadre 2018 si sono svolti a Algeri, in Algeria, dal 12 al 15 febbraio 2018. È stata la 7ª edizione del torneo, organizzato dalla Badminton Confederation of Africa.

## Podi
| Evento           | Oro       | Argento | Bronzo    |
| Torneo maschile  | Algeria   | Nigeria | Mauritius |
| Torneo maschile  | Algeria   | Nigeria | Ghana     |
| Torneo femminile | Mauritius | Nigeria | Egitto    |
| Torneo femminile | Mauritius | Nigeria | Algeria   |